# Аптекарский сад
Аптекарский сад, аптекарский огород — это разновидность сада с лекарственными растениями. Первые известные упоминания датируются 800 г.. Традиционно являются предшественниками ботанических садов.

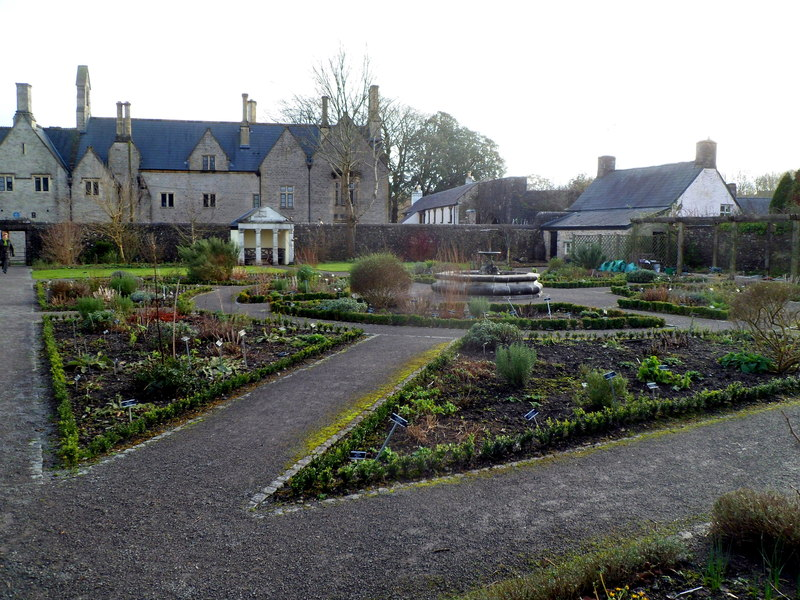
Современный аптекарский сад, Коубридж, Гламорган, Уэльс

## История
История практического применения лекарственных трав, выращенных на специально посаженных участках уходит корнями в древние цивилизации и культуры.
Начиная со средневековья в Европе такие сады были характерны в первую очередь для монастырей. На Руси они были известны как монастырские огороды.
Так, в сохранившейся до наших дней средневековом труде «Капитулярий о поместьях» по управлению королевскими угодьями, в том числе и монастырскими, Карл Великий предписывал возделывание более 70 видов полезных злаков, растений и деревьев. Основоположником садов в Ватикане считается папа римский Николай III (1216—1280), устроивший за стенами папства, утилитарные посадки лекарственных растений, огороды и фруктовые сады, которые были перенесены внутрь территории анклава на специально выделенный участок при дворце уже при Николае V в 1447 г..
Английский ботаник Вильям Тёрнер, способствовал основанию аптекарских садов в Кёльне, Уэлском соборе и Кью (ок. 1550 г.). В 1670 г. открывается первый в Шотландии аптекарский сад при королевском дворце Холируд, а известные еще с 1617 г. Аптекарские сады лондонского общества аптекарей в Вестминстере были перенесены в 1673 г. в Челси, где находятся и по сей день.
В России аптекарские огороды оформились начиная с учреждения Аптекарского приказа в 1620 г.. Затем Петр I в 1706 г. основывает в Москве первый государственный аптекарский огород (впоследствии ставший Московским ботсадом), а в 1714-м — аналогичный «медицинский сад» в Санкт-Петербурге.
Традиции не уступают вызовам современности и аптекарские сады продолжают играть важную роль в урбанизме и исследовательской деятельности. Из последних примеров можно отметить:
- «Урбанистический аптекарский садик» (англ. Urban Physic Garden) — по проекту архитекторов Wayward, Лондон, Великобритания, 2011 г.[11][12]
- Аптекарский сад, штаб-квартира Novartis — по проекту архитекторов Thorbjörn Andersson, Базель, Швейцария, 2012 г.[13][14]